# Franz Xaver Hafner
Franz Xaver Hafner (* 15. April 1912 in Ebenthan, Gemeinde Hunderdorf; † 14. Mai 1993 in Bogen) war ein Bankkaufmann und niederbayerischer Kommunalpolitiker (CSU). 

## Leben
Von 1945 bis 1948 war er Sachgebietsleiter beim Landratsamt Bogen. Danach  wirkte er als Landrat des Landkreises Bogen von 1948 bis 1972 und des im Zuge der bayerischen Gebietsreform neu geschaffenen Landkreises Straubing-Bogen von 1972 bis 1978.
Hafner war besonders in der Kommunalpolitik aktiv, so in der Kommunalpolitischen Vereinigung der CDU und CSU Deutschlands (KPV). Er war Vorsitzender der KPV Bayern, Mitglied des Hauptausschusses der KPV Deutschland und des Landkreisverbandes Bayern. Zudem war er Mitglied des Wehrpolitischen Arbeitskreises der CSU sowie Vorstandsmitglied des Bezirksverbandes Niederbayern-Oberpfalz des Bayerischen Roten Kreuzes.
Er war mit Maria Hafner (* 20. Juli 1918 in Passau; † 6. Februar 2011 in Bogen) verheiratet. Aus der Ehe gingen zwei Kinder hervor.

## Auszeichnungen
Für seine Verdienste wurde Franz Xaver Hafner am 13. Dezember 1965 der Bayerische Verdienstorden verliehen. Er ist seit dem 17. Dezember 1980 Ehrenbürger der Stadt Bogen. 1981 wurde er mit der Josef-Schlicht-Medaille ausgezeichnet, die "besonders herausragende Verdienste um Heimat, Kultur und Brauchtum" würdigt und nach dem Volkskundler und Heimatforscher Josef Schlicht benannt ist. Ihm zu Ehren wurde die Donau-Brücke zu Füßen des Bogenbergs Xaver-Hafner-Brücke getauft.